# Isigny-le-Buat
Isigny-le-Buat är en kommun i departementet Manche i regionen Normandie i norra Frankrike. Kommunen ligger i kantonen Isigny-le-Buat som tillhör arrondissementet Avranches. År 2022 hade Isigny-le-Buat 3 187 invånare.

## Befolkningsutveckling
Antalet invånare i kommunen Isigny-le-Buat
| Referens: INSEE |